# Ceterach
Ceterach is de botanische naam van een voormalig geslacht van varens. De naam is een latinisering van de oude Arabische naam sjetrak. Tegenwoordig worden de soorten van dit geslacht ingevoegd bij het geslacht Asplenium, als Asplenium subgenus Ceterach. In de Heukels wordt dit geslacht niet erkend.
Een bekende varen die hiertoe hoort is Ceterach aureum, tegenwoordig Asplenium aureum. De plant werd in de middeleeuwen door Arabische artsen toegepast als geneesmiddel tegen miltziekten.
De schubvaren (Ceterach officinarum, syn. Asplenium ceterach) komt uiterst zeldzaam voor in Limburg, en wat algemener in de Ardennen. De planten hebben een niet gelede bladsteel, de bladeren staan dicht opeen in een spiraal aan een wortelstok met zwart-bruine schubben bedekt. De bladeren zijn veerdelig en aan de onderzijde dicht met elkaar dakpansgewijze bedekkende, zilverige, later bruine schubben bedekt. De sori zijn langwerpig, maar niet aaneensluitend, dit in tegenstelling tot andere soorten uit het geslacht Asplenium en staan langs de zijnerven zonder indusium, van deze soort zijn ook fossiele afdrukken gevonden in het Namurien van het Belgische midden-Carboon, waarbij duidelijk de overlappende schubben zichtbaar zijn.
Antigramma · Asplenium (Streepvaren) · Camptosorus · (Ceterach) · Diellia · Holodictyum · Hymenasplenium · Loxoscaphe · Pleurosorus · (Phyllitis) · Schaffneria · Sinephropteris · Thamnopteris